# Piilijärvi, Lappland
Piilijärvi är en sjö i Kiruna kommun i Lappland och ingår i Kalixälvens huvudavrinningsområde. Sjön är 5 meter djup, har en yta på 3,13 kvadratkilometer och befinner sig 373,1 meter över havet. Piilijärvi ligger i Torne och Kalix älvsystem Natura 2000-område. Sjön avvattnas av vattendraget Piilijoki. Vid sjön ligger bosättningen Piilijärvi.

## Delavrinningsområde
Piilijärvi ingår i det delavrinningsområde (750149-172974) som SMHI kallar för Utloppet av Piilijärvi. Medelhöjden är 380 meter över havet och ytan är 11,04 kvadratkilometer. Räknas de 6 avrinningsområdena uppströms in blir den ackumulerade arean 50,68 kvadratkilometer. Piilijoki som avvattnar avrinningsområdet har biflödesordning 2, vilket innebär att vattnet flödar genom totalt 2 vattendrag innan det når havet efter 275 kilometer. Avrinningsområdet består mestadels av skog (46 procent) och sankmarker (20 procent). Avrinningsområdet har 3,2 kvadratkilometer vattenytor vilket ger det en sjöprocent på 29 procent.

## Historia
Piilijärvi omnämns i gamla skattelängder som Pilui (1568), Pilffui (1576, 1594) eller Pitwit träsk (1595). Sjön brukades av samer inom lappbyn Siggevara eller Lullebyn (Nederbyn), som omfattade den östra delen av Jukkasjärvi socken.